# Eta Serpentis
Eta Serpentis (η Serpentis, förkortat Eta Ser, η Ser) som är stjärnans Bayerbeteckning, är en ensam stjärna belägen i den östra delen av stjärnbilden Ormen, som representerar ”ormens svans”. Den har en skenbar magnitud på 3,26 och är synlig för blotta ögat. Baserat på parallaxmätning inom Hipparcosuppdraget på ca 53,9 mas, beräknas den befinna sig på ett avstånd på ca 61 ljusår (ca 19 parsek) från solen.

## Egenskaper
Eta Serpentis är en orange jättestjärna av spektralklass K0 III-IV, vilket anger att den är en utvecklad stjärna som ligger mellan underjätte- och jättefaserna. Den har en massa som är omkring dubbelt så stor solens massa, en radie som är ca 6 gånger större än solens och utsänder från dess fotosfär ca 19 gånger mera energi än solen vid en effektiv temperatur på ca 4 900 K.
Eta Serpentis klassificerades tidigare som en kolstjärna, vilket skulle ha gjort det till den ljusaste kolstjärnan på himlen, även om denna klassificering sedan dess visat sig vara felaktig. Den visar solliknande oscillationer med en tidsperiod på 0,09 dygn.